# Stazione di Huế
La stazione di Huế (Ga Huế in vietnamita) è la stazione ferroviaria della città di Huế, in Vietnam. Si trova lungo la principale linea ferroviaria del paese, la ferrovia nord-sud. Si trova subito a sud del ponte ferroviario sul fiume dei profumi al numero due di Bui Thi Xuan, all'estremità sudovest del viale Lê Lợi, una delle strade più importanti della città.
La stazione è stata costruita in stile coloniale durante la dominazione francese. Durante la battaglia di Huế del 1968 l'edificio venne occupato da cecchini nordvietnamiti che vennero successivamente costretti a ritirarsi dalle truppe statunitensi.